# 纓唇骨錨鯰
纓唇骨錨鯰，為輻鰭魚綱鯰形目鼬鯰科的其中一種，為熱帶淡水魚，分布於南美洲Guaporé河流域，體長可達9.1公分，棲息在底層水域，生活習性不明。